# Ingrid Wolff
Ingrid Wolff, född den 17 februari 1964 i Haag, Nederländerna, är en nederländsk före detta landhockeyspelare.
Hon tog OS-brons i damernas landhockeyturnering i samband med de olympiska landhockeytävlingarna 1988 i Seoul.